# 5-HT2C receptor
 receptor je tip  receptor koji vezuje endogeni neurotransmiter serotonin (5-hidroksitriptamin, 5-HT). On je G protein-spregnuti receptor (GPCR) koji deluje kro  i posreduje ekscitatornu neurotransmisiju.  isto tako označava humani gen koji kodira receptor, koji je lociran na X hromozomu. Pošto muškarci imaju jednu kopiju ovog gena, a kod žena jedna od kopija je represivna, polimorfizmi ovog receptora mogu da imaju različiti uticaj u zavisnosti od pola.

## Distribucija
receptori su distribuirani širom perifernog humanog mozga.

## Funkcija
receptor je jedno od mnogih mesta vezivanja serotonina. Aktivacija ovog receptora serotoninom inhibira otpuštanje dopamina i norepinefrina u pojedinim oblastima mozga.
 receptori imaju znatan udeo u regulaciji raspoloženja, anksioznosti, ishrani, i reproduktivnom ponašanju.  receptori regulišu dopaminsko otpuštanje u striatumu, prefrontalnom korteksu, nucleus accumbensu, hipokampusu, hipotalamusu, i amigdali, između ostalih.

## Ligandi
Agonisti
- Aripiprazol
- Fenfluramin
- Lisurid
- Lorkaserin
- Mesulergin
- Naftilizopropilamin
- Norfenfluramin
- Oksaflozan
- Psihodelici
  - Lisergamidi (LSD)
  - Fenetilamini (DOI, DOM, Meskalin)
  - Piperazini (TFMPP)
  - Triptamini (5-MeO-DMT, Bufotenin, DMT, Psilocin)
- Vabicaserin

Antagonisti
- Agomelatin
- Eltoprazin
- Etoperidon
- Fluoksetin
- Metisergid
- Nefazodon
- Norfluoksetin
- O-Desmetiltramadol
- Tramadol
- Trazodon

Inverzni Agonisti
- Antidepresivi
  - Triciklični (Amitriptilin, Klomipramin, Imipramin, Nortriptilin)
  - Tetraciklični  (Mirtazapin, Mijanserin, Amoksapin)
- Antihistamini (Cyproheptadine, Hydroxyzine, Latrepirdin)
- Antipsihotici
  - Tipični (Hlorpromazin, Flufenazin, Loksapin, Tioridazin)
  - Atipični (Klozapin, Olanzapin, Kvetijapin, Risperidon, Ziprasidon)
- Cinanserin
- Deramciklan
- Ketanserin
- Metergolin
- Metiotepin
- Pizotifen
- Ritanserin

## Interakcije
Za  receptor je pokazano da interaguje sa MPDZ.

## Literatura
- Niswender CM, Sanders-Bush E, Emeson RB (1999). „Identification and characterization of RNA editing events within the 5-HT2C receptor.”. Ann. N. Y. Acad. Sci. 861 (1 ADVANCES IN S): 38—48. PMID 9928237. doi:10.1111/j.1749-6632.1998.tb10171.x.
- Hoyer D, Hannon JP, Martin GR (2002). „Molecular, pharmacological and functional diversity of 5-HT receptors.”. Pharmacol. Biochem. Behav. 71 (4): 533—54. PMID 11888546. doi:10.1016/S0091-3057(01)00746-8.
- Raymond JR; Mukhin YV; Gelasco A;  . (2002). „Multiplicity of mechanisms of serotonin receptor signal transduction.”. Pharmacol. Ther. 92 (2-3): 179—212. PMID 11916537. doi:10.1016/S0163-7258(01)00169-3.
- Van Oekelen D, Luyten WH, Leysen JE (2003). „5-HT2A and 5-HT2C receptors and their atypical regulation properties.”. Life Sci. 72 (22): 2429—49. PMID 12650852. doi:10.1016/S0024-3205(03)00141-3.
- Reynolds GP, Templeman LA, Zhang ZJ (2005). „The role of 5-HT2C receptor polymorphisms in the pharmacogenetics of antipsychotic drug treatment.”. Prog. Neuropsychopharmacol. Biol. Psychiatry. 29 (6): 1021—8. PMID 15953671. doi:10.1016/j.pnpbp.2005.03.019.
- Millan MJ (2006). „Serotonin 5-HT2C receptors as a target for the treatment of depressive and anxious states: focus on novel therapeutic strategies.”. Therapie. 60 (5): 441—60. PMID 16433010. doi:10.2515/therapie:2005065.
- Milatovich A; Hsieh CL; Bonaminio G;  . (1993). „Serotonin receptor 1c gene assigned to X chromosome in human (band q24) and mouse (bands D-F4).”. Hum. Mol. Genet. 1 (9): 681—4. PMID 1302605. doi:10.1093/hmg/1.9.681.
- Saltzman AG; Morse B; Whitman MM;  . (1992). „Cloning of the human serotonin 5-HT2 and 5-HT1C receptor subtypes.”. Biochem. Biophys. Res. Commun. 181 (3): 1469—78. PMID 1722404. doi:10.1016/0006-291X(91)92105-S.
- Lappalainen J; Zhang L; Dean M;  . (1995). „Identification, expression, and pharmacology of a Cys23-Ser23 substitution in the human 5-HT2c receptor gene (HTR2C).”. Genomics. 27 (2): 274—9. PMID 7557992. doi:10.1006/geno.1995.1042.
- Tecott LH; Sun LM; Akana SF;  . (1995). „Eating disorder and epilepsy in mice lacking 5-HT2c serotonin receptors.”. Nature. 374 (6522): 542—6. PMID 7700379. doi:10.1038/374542a0.
- Stam NJ; Vanderheyden P; van Alebeek C;  . (1995). „Genomic organisation and functional expression of the gene encoding the human serotonin 5-HT2C receptor.”. Eur. J. Pharmacol. 269 (3): 339—48. PMID 7895773. doi:10.1016/0922-4106(94)90042-6.
- Xie E, Zhu L, Zhao L, Chang LS (1996). „The human serotonin 5-HT2C receptor: complete cDNA, genomic structure, and alternatively spliced variant.”. Genomics. 35 (3): 551—61. PMID 8812491. doi:10.1006/geno.1996.0397.
- Burns CM; Chu H; Rueter SM;  . (1997). „Regulation of serotonin-2C receptor G-protein coupling by RNA editing.”. Nature. 387 (6630): 303—8. PMID 9153397. doi:10.1038/387303a0.
- Brennan TJ; Seeley WW; Kilgard M;  . (1997). „Sound-induced seizures in serotonin 5-HT2c receptor mutant mice.”. Nat. Genet. 16 (4): 387—90. PMID 9241279. doi:10.1038/ng0897-387.
- Ullmer C, Schmuck K, Figge A, Lübbert H (1998). „Cloning and characterization of MUPP1, a novel PDZ domain protein.”. FEBS Lett. 424 (1-2): 63—8. PMID 9537516. doi:10.1016/S0014-5793(98)00141-0.
- Samochowiec J; Smolka M; Winterer G;  . (1999). „Association analysis between a Cys23Ser substitution polymorphism of the human 5-HT2c receptor gene and neuronal hyperexcitability.”. Am. J. Med. Genet. 88 (2): 126—30. PMID 10206230. doi:10.1002/(SICI)1096-8628(19990416)88:2<126::AID-AJMG6>3.0.CO;2-M.
- Cargill M; Altshuler D; Ireland J;  . (1999). „Characterization of single-nucleotide polymorphisms in coding regions of human genes.”. Nat. Genet. 22 (3): 231—8. PMID 10391209. doi:10.1038/10290.
- Marshall SE, Bird TG, Hart K, Welsh KI (2000). „Unified approach to the analysis of genetic variation in serotonergic pathways.”. Am. J. Med. Genet. 88 (6): 621—7. PMID 10581480. doi:10.1002/(SICI)1096-8628(19991215)88:6<621::AID-AJMG9>3.0.CO;2-H.
- Backstrom JR, Price RD, Reasoner DT, Sanders-Bush E (2000). „Deletion of the serotonin 5-HT2C receptor PDZ recognition motif prevents receptor phosphorylation and delays resensitization of receptor responses.”. J. Biol. Chem. 275 (31): 23620—6. PMID 10816555. doi:10.1074/jbc.M000922200.